# Guo Jianli
Guo Jianli (Guangdong, 6 marzo 1988) è un pentatleta cinese.

## Biografia
Ha rappresentato la Cina ai Giochi olimpici estivi di Rio de Janeiro 2016, dove si è piazzato al diciottesimo posto nella gara maschile.

## Palmarès
- Mondiali

Kaohsiung 2013: argento nella staffetta;
Varsavia 2014: bronzo a squadre;
- Giochi asiatici

Incheon 2014: oro nell'individuale; oro a squadre;